# خدیجه السالمی
خدیجه السالمی (انگلیسی: Khadija al-Salami؛ زادهٔ ۱ ژانویهٔ ۱۹۶۶) کارگردان فیلم و تهیه‌کننده فیلم یمنی‌تبار اهل فرانسه است. وی نخستین کارگردان و تهیه‌کننده زن یمنی محسوب میشود.
وی همچنین برندهٔ جوایزی همچون لژیون دونور شده‌است.